# Nachtjagdgeschwader 5
Nachtjagdgeschwader 5 foi uma unidade de combate aéreo nocturno da Luftwaffe que prestou serviço durante a Segunda Guerra Mundial. Foi formada no dia 30 de Setembro de 1942, em Döberitz, e esteve equipada com aviões Messerschmitt Bf 110, Dornier Do 217 e Junkers Ju 88G. Um dos seus comandantes, Egmont Prinz zur Lippe-Weißenfeld, apesar de ter sido morto em combate enquanto comandava esta unidade, alcançou 51 vitórias aéreas, o que fez dele um ás da aviação e um dos melhores ases nocturnos.

## Comandantes[1]
- Major Fritz Schaffer, 30 de Setembro de 1942
- Oberst Günther Radusch, 2 de Agosto de 1943
- Major Egmont Prinz zur Lippe-Weißenfeld, 20 de Fevereiro de 1944
- Oberstleutnant Walter Borchers, 15 de Março de 1944
- Major Rudolf Schoenert, 6 de Março de 1945